# Светлый Луч (Донецкая область)
Светлый Луч (укр. Світлий Луч) — село на Украине, находится в Старобешевском районе Донецкой области. Под контролем самопровозглашённой Донецкой Народной Республики.

## География

#### Соседние населённые пункты по странам света
С: Войковский
СЗ: Обрезное, Бурное
СВ: Ольгинское
З: Колоски
В: Павловское
ЮЗ: Кумачово, Вишнёвое
ЮВ: Новоивановка, Ульяновское
Ю: Культура

## Население
Население по переписи 2001 года составляло 41 человек.

## Общие сведения
Код КОАТУУ — 1424581808. Почтовый индекс — 87260. Телефонный код — 6253.

## Адрес местного совета
87260, Донецкая область, Старобешевский р-н, с. Кумачово, ул. Ручко, 1

## Известные земляки
- Александр Николаевич Гаркавец (род. 1947) — советский и казахский учёный-тюрколог